# Anna Szarek (wiolonczelistka)
Anna Szarek (ur. 22 maja 1974 w Elblągu) – polska wiolonczelistka i menedżer kultury, założyciel Filharmonii dla Dzieci. Założyciel i dyrektor Festiwalu Perła Baroku – Koncerty Mistrzów. Spokrewniona z Tadeuszem Pelczarem, kontrabasistą, wieloletnim profesorem Uniwersytetu Muzycznego Fryderyka Chopina

## Autorskie projekty
Od 2008 zorganizowała w Polsce ponad 450 koncertów, w których udział wzięło ok. 150 tysięcy słuchaczy. Założyciel i dyrektor Międzynarodowego Festiwalu Perła Baroku – Koncerty Mistrzów, którego minione 16 edycji obejrzało ponad 50 tysięcy osób. Festiwal ten prezentuje wiele epok i gatunków muzyki: renesans, barok, klasycyzm, romantyzm, impresjonizm, muzyka filmowa, flamenco, gipsy swing, world music i innych, w wykonaniu artystów wyróżnianych nagrodami fonograficznymi (jak Diapason d’Or, Telerama, Gramophone, Fryderyk) oraz nagrodami na znaczących festiwalach i konkursach muzycznych.
Założyciel Filharmonia dla Dzieci, której koncerty odbywają w salach w Warszawie,  w Sopocie i w Krakowie. Od jesieni 2017 odbyło się ponad 400 koncertów w ramach tego projektu.

## Osiągnięcia artystyczne
Jedyna na świecie dwukrotna zwyciężczyni Międzynarodowego Konkursu Współczesnej Muzyki Kameralnej im. Krzysztofa Pendereckiego w Krakowie. Finalistka Międzynarodowego Konkursu Indywidualności Muzycznych im. Tansmana i półfinalistka Międzynarodowego Konkursu Gaudeamus w Amsterdamie w Holandii. Otrzymała także inne nagrody i odznaczenia.
Jej osiągnięcia opisano m.in. w księdze „Twórcy Wizerunku Polski”, w Elbląskiej Encyklopedii Muzycznej oraz w licznych artykułach prasowych.
Występowała jako solistka i kameralistka w Polsce, Hiszpanii, Niemczech, Francji, Holandii. Debiut w Stanach Zjednoczonych odbył się w 2000 podczas solowych występów w Chicago. W muzyce rozrywkowej, była pierwszą wiolonczelistką festiwali w Sopocie. Występowała z takimi artystami jak Kanye West czy Leszek Możdżer, oraz m.in. z Heleną Vondráčkovą czy z Demisem Roussosem.

## Edukacja
Anna Szarek edukację artystyczną rozpoczęła w 6 roku życia w Zespole Państwowych Szkół Muzycznych im. Kazimierza Wiłkomirskiego w Elblągu. W wieku 11 lat pod wpływem VI Symfonii Piotra Czajkowskiego podjęła decyzję związania swojej przyszłości z muzyką i ze sztuką. W wieku 14 lat rozpoczęła indywidualny tok nauki (ITN) dla uczniów szczególnie uzdolnionych w Liceum Muzycznym w Gdańsku w klasie prof. Jadwigi Ewald, który ukończyła dyplomem z wyróżnieniem i nagrodą dla najlepszego absolwenta. Studia w Uniwersytet Muzyczny Fryderyka Chopina u prof. Kazimierza Michalika, oraz w Akademii Muzycznej w Łodzi im. Grażyny i Kiejstuta Bacewiczów w klasie prof. Andrzeja Orkisza oraz prof. Stanisława Firleja, ukończyła dyplomem z wyróżnieniem.
Odbyła kursy i lekcje mistrzowskie u profesorów m.in.: prof. Thobiaas Kuhne (Wiedeń), prof. Angelika May (Wieden), prof. Milos Sadlo (Praga), prof. Natalia Szachowska (Moskwa), prof. Hopkinson Smith (Bazylea). Ukończyła także Wyższą Szkołę Menedżerską w Warszawie.
Fascynacja rozwojem talentu oraz pedagogiką dzieci i młodzieży, dostrzeganie licznych zbieżności w kształceniu talentu artystycznego i sportowego doprowadziły do uzyskania dyplomu „Master of Sports Management” (Mistrz Zarządzania Sportem) Polskiej Korporacji Menedżerów Sportu, członkowskiej organizacji Polskiego Komitetu Olimpijskiego oraz European Association for Sport Management (Europejskie Stowarzyszenie Zarządzania Sportem).

## Nagrody i odznaczenia
- Odznaka „Zasłużony dla Kultury Polskiej”[7]
- Medal honorowy „Pro Mazovia”
- Statuetka „Kryształowa Kobyłka”[8]
- I Nagroda & GRAND PRIX – Międzynarodowy Konkurs im. Krzysztofa Pendereckiego Kraków 2000[9]
- Finalistka – Międzynarodowy Konkurs Indywidualności Muzycznych im. Tansmana Łódź 1998[10]
- I Nagroda – Międzynarodowy Konkurs im. Krzysztofa Pendereckiego Kraków 1997. kategoria solistów[11]
- I Nagroda – Międzynarodowy Konkurs Kameralny im. J Brahmsa Gdańsk 1993[12]
- I Nagroda – Konkurs Wiolonczelowy Polski Północnej[13]
- I Nagroda – Konkursie Kameralnym w Gdańsku[13]
- Pomorska Nagroda Artystyczna „Gryf” za Najlepszy Debiut w 2000[13]

## Dyskografia
- Muzyka bez granic – 2014[14]